# أرزو توكر
أرزو توكر (مواليد 1952) هي كاتبة وصحفية ومترجمة ألمانية من أصل تركي.

## سيرتها الشخصية
ولدت توكر عام 1952 في خلفتي، تركيا. انتقلت إلى ألمانيا عام 1974 حيث تعيش منذ ذلك الحين.
في أوائل عام 2007، كانت هي ومينا أهادي من بين مؤسسي المجلس المركزي للمسلمين السابقين، وهي جمعية ألمانية تهدف إلى تمثيل الأشخاص الذين تخلوا عن الإسلام. ترى طوكر أن الإسلام غير إنساني، خلافا للدستور الألماني وكاره للمرأة وفقا لها المرأة في الإسلام «تنحط إلى آلات التربية». بالنسبة لها، الإسلام يرمز إلى القهر، ويجب السماح للناس بقول هذا.